# Пенский (Тверская область)
Пенский — поселок в Оленинском муниципальном округе Тверской области.

## География
Находится в юго-западной части Тверской области на расстоянии приблизительно 17 км на юг по прямой от административного центра округа поселка Оленино.

## История
Был отмечен уже только на карте 1939 года как безымянный поселок с водокачкой и больницей. Предположительно тогда назывался - Богров завод. До 2019 года входил в состав ныне упразднённого Гришинского сельского поселения. До 70-80-х годов 20 века работал леспромхоз, соединялся с пгт Оленино узкоколейной железной дорогой, полностью разобранной к 1980 г.

## Население
Численность населения: 18 человек (русские 94 %) в 2002 году, 12 в 2010, 26 в 2021 г.